# Ogrodzieniec

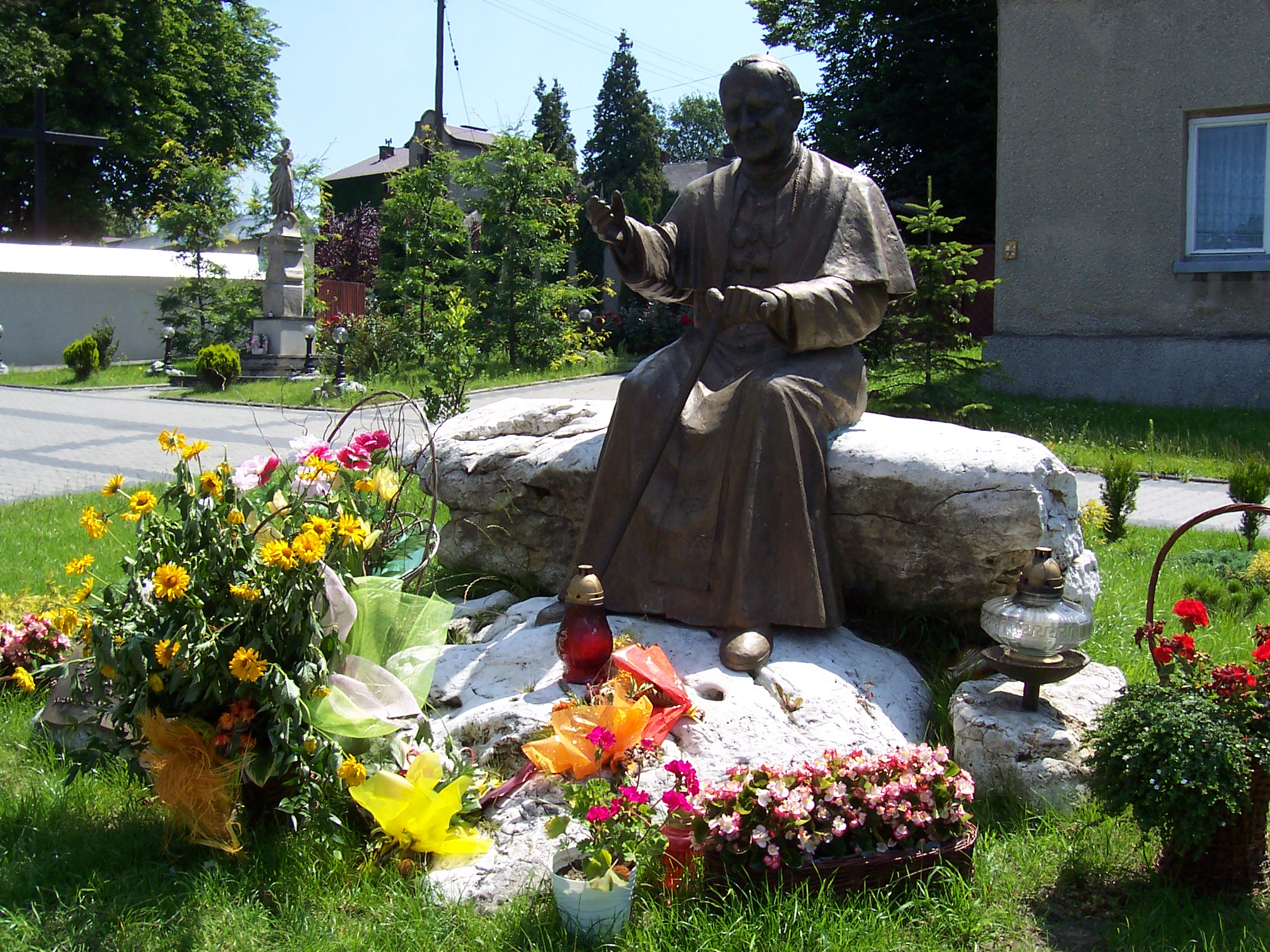
Pomnik Jana Pawła II w Ogrodzieńcu

Ogrodzieniec – miasto w Polsce, w województwie śląskim, w powiecie zawierciańskim, siedziba gminy miejsko-wiejskiej Ogrodzieniec.
Według danych z 31 grudnia 2010 roku miasto miało 4401 mieszkańców.

## Położenie
Miasto położone jest w Małopolsce, na obrzeżach Zagłębia Dąbrowskiego, w środkowej części Wyżyny Krakowsko-Częstochowskiej, na granicy dwóch mezoregionów: Wyżyny Częstochowskiej i Obniżenia Górnej Warty (Wyżyna Woźnicko-Wieluńska).
Według danych z 1 stycznia 2011 roku powierzchnia miasta wynosiła 28,56 km².
Położone na wysokości od 390 do 420 m n.p.m.
W centrum miasta krzyżują się drogi wojewódzkie nr 791 i nr 790. Od południa i zachodu do miasta przylega znaczny kompleks leśny, od północy złoża wapienne oraz nieczynny kamieniołom eksploatowany kiedyś przez cementownię Wiek, od północnego zachodu łąki przechodzące w dolinę Czarnej Przemszy, a od wschodu – pola uprawne. Na terenie miasta znajduje się 1207 budynków (stan na luty 2004) oraz 112 gospodarstw rolnych (stan na sierpień 2008).

## Historia
Początki miasta sięgają prawdopodobnie XI w. Rozwijało się tu grodzisko rolników, myśliwych i smolarzy. W 1241 roku Ogrodzieniec został najechany przez Tatarów, którzy spalili miasto i zamek. Po najeździe drewniany dotąd zamek został odbudowany z kamienia.
Pierwsze zapiski historyczne o Ogrodzieńcu pochodzą z 1346 roku Pod koniec XIII w. wybudowano w mieście zajazd. Położenie Ogrodzieńca sprzyjało rozwojowi handlu, którym trudnili się przeważnie Żydzi. W XIII i XIV w. w puszczach ogrodzienieckich organizowano polowania na grubą zwierzynę. Pod rokiem 1385 Jan Długosz notuje podczaszego krakowskiego Włodka z Ogrodzieńca. Potem miejscowość należała do mieszczan krakowskich Salomonowiczów, a później Pileckich herbu Leliwa i ponownie przeszła w ręce Włodków. W 1540 roku dobra ogrodzieńskie odkupił od nich burgrabia i żupnik chęciński Jan Boner, który ok. 1540 roku przekazał majątek kasztelanowi sadeckiemu Sewerynowi Bonerowi. Następnie stało się własnością marszałka wielkiego koronnego Jana Firleja, który pojął za żonę Bonerównę.
W 1595 roku miasto położone w powiecie lelowskim województwa krakowskiego w Rzeczypospolitej Obojga Narodów. W 1629 roku właścicielem miasta był Mikołaj Firlej. W 1651 roku kościół został zamieniony na zbór braci polskich. W 1669 roku Firlej sprzedaje za 267 tysięcy złotych kasztelanowi krakowskiemu Stanisławowi Warszyckiemu wsie i dominia Ogrodzieniec, Bydlin, Włodowice, Kromołów, Zawiercie, wraz z górami srebrnymi obok Olkusza. Warszycki po uzyskaniu zamku Ogrodzieniec częściowo odbudował go (w latach 1669–1680) ze zniszczeń po potopie szwedzkim, podobnie jak miasta i wsie należące do jego posiadłości.
W 1784 roku król Stanisław August na prośbę właściciela Tomasza Jaklińskiego nadał Ogrodzieńcowi przywilej na organizację 12 jarmarków rocznie, które odbywały się 2 stycznia, 3 lutego, 1 marca, 24 kwietnia, 6 maja, 11 czerwca, 14 lica, 20 sierpnia, 23 września, 22 października, 17 listopada i 13 grudnia.

### Pod zaborami
W 1795 roku był w zaborze pruskim (Nowy Śląsk), a od 1815 roku w zaborze rosyjskim (Królestwo Polskie). W 1827 roku w miejscowości znajdowało się 102 domy zamieszkanych przez 780 mieszkańców. W 1886 roku były tu 162 domy (w tym 26 murowanych) i około 1000 mieszkańców (w tym 163 Żydów).
Miejscowość wymieniona została w XIX-wiecznym Słowniku geograficznym Królestwa Polskiego jako osiedle (przedtem miasteczko) leżące w powiecie olkuskim w gminie i parafii Ogrodzieniec. W 1883 roku znajdowało się w nim 120 domów w tym 15 murowanych zamieszkanych przez ok. 1000 mieszkańców. Miejscowość liczyła wówczas w sumie 1661 mórg. Znajdował się w niej parafialny, murowany kościół katolicki, dom schronienia dla starców i kalek, szkoła początkowa, kasa wkładowo-zaliczkowa, urząd gminny. Funkcjonowały również zakłady przemysłowe: browar, cegielnia, piece do wypalania wapna oraz młyn napędzany kołami wodnymi.

### II wojna światowa
Wojska niemieckie zajęły miejscowość 4 dni po rozpoczęciu II wojny światowej. 8 października 1939 roku ziemię ogrodzieniecką wcielono do III Rzeszy. Podczas okupacji hitlerowskiej planowano zniemczenie nazwy miejscowości na Bonerburg (od Bonerów – XVII-wiecznych właścicieli zamku Ogrodzieniec), ale zmiana ta nie weszła nigdy w życie. Kres niemieckiej okupacji nastał wraz z wkroczeniem 18 stycznia 1945 roku oddziałów 21 Armii I Frontu Ukraińskiego.

### Okres powojenny
Do 1956 roku miejscowość znajdowała się w powiecie olkuskim, do 1975 roku i od 1999 roku w powiecie zawierciańskim.

## Przemysł
Ważny ośrodek produkcji cegieł i materiałów budowlanych. W latach 1913–1999 działała tu cementownia „Wiek” – jeden z największych zakładów w regionie. Drugim ważnym budynkiem przemysłowym była zamknięta w 1998 roku fabryka „PMIB Izolacja Ogrodzieniec” produkująca materiały ociepleniowe z wykorzystaniem azbestu.

## Demografia
Piramida wieku mieszkańców Ogrodzieńca w 2014 roku:

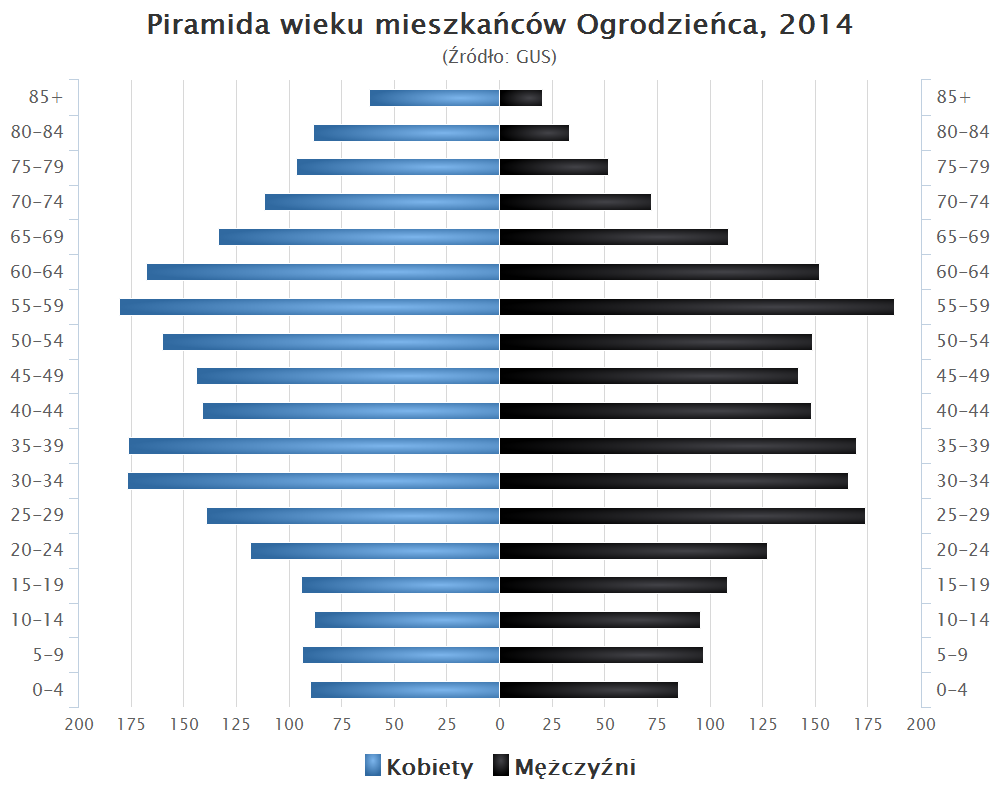

## Zabytki
- Kościół Przemienienia Pańskiego w Ogrodzieńcu z XVIII w.
- Ruiny prochowni z XIX w.

## Edukacja
- Szkoła Podstawowa nr 1 im. Stefana Żeromskiego, ul. Kościuszki 67
- Przedszkole Publiczne w Ogrodzieńcu, os. Orzeszkowej 13

## Turystyka
Ważny ośrodek turystyczny leżący na Szlaku Orlich Gniazd. Przez centrum miasta przebiega  Szlak Warowni Jurajskich. Miejscowość nie obejmuje terenu zamku Ogrodzieniec,
który znajduje się w sąsiedniej wsi – Podzamcze.

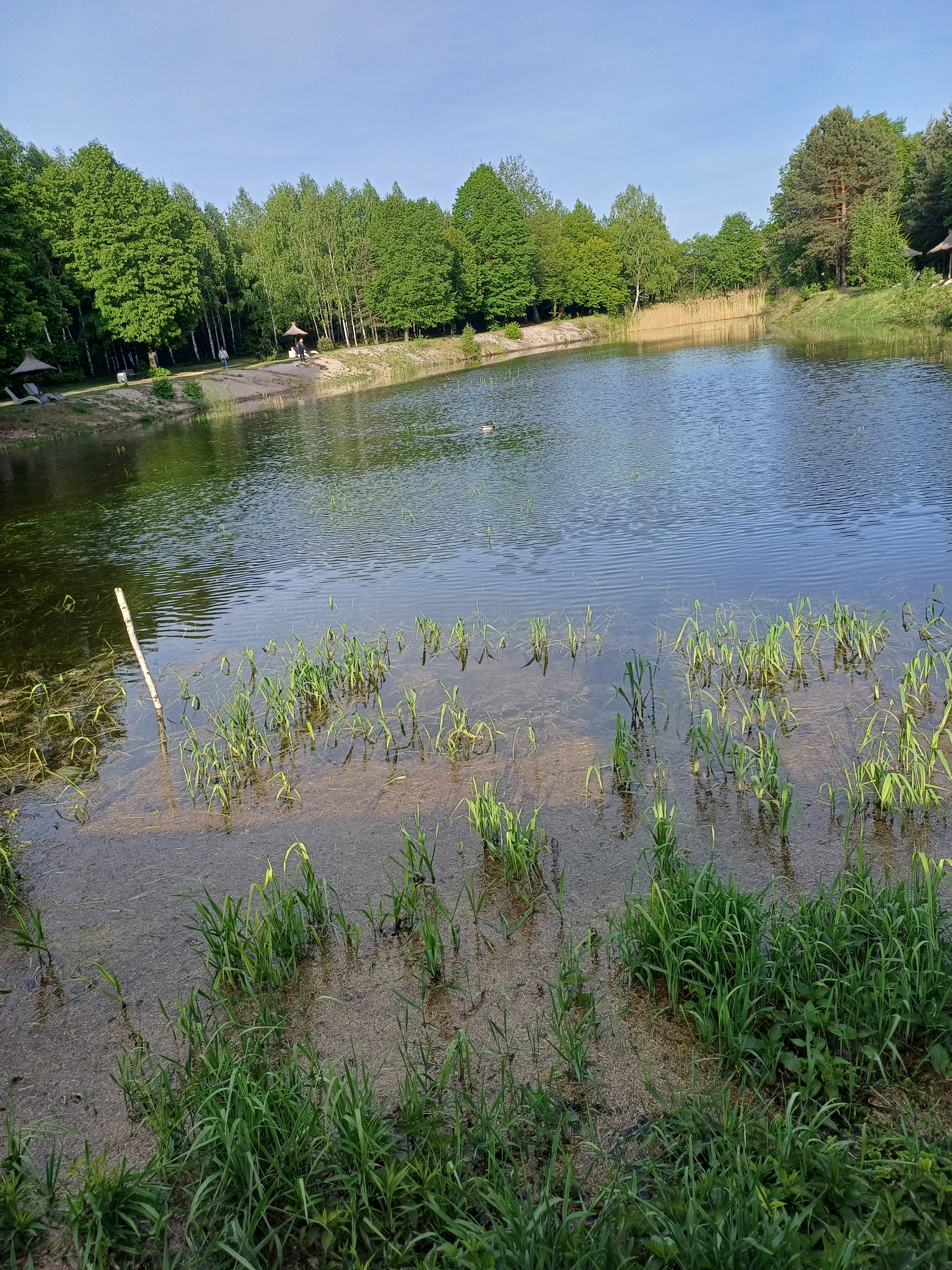
Staw, Krępa
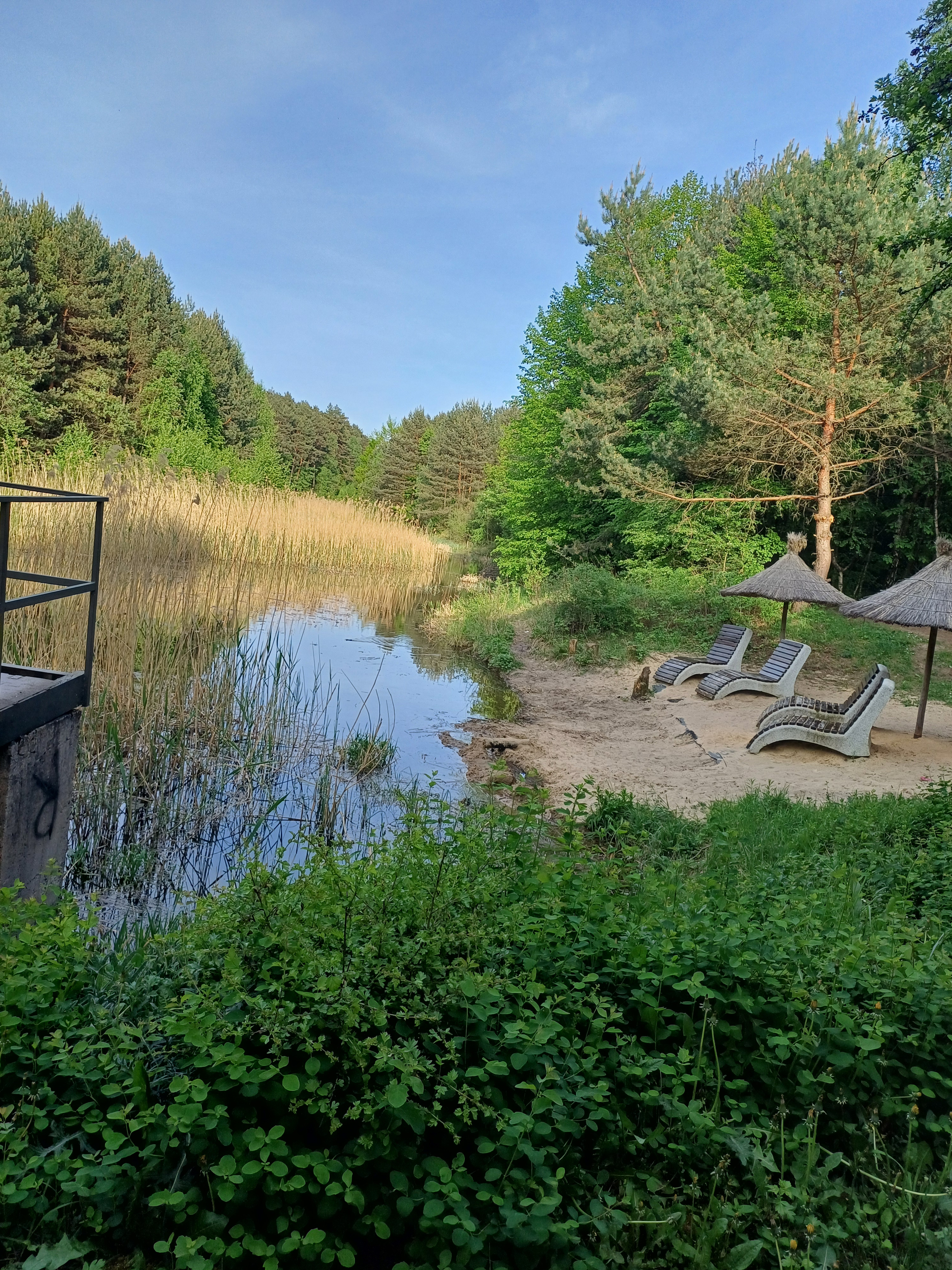
Krępa
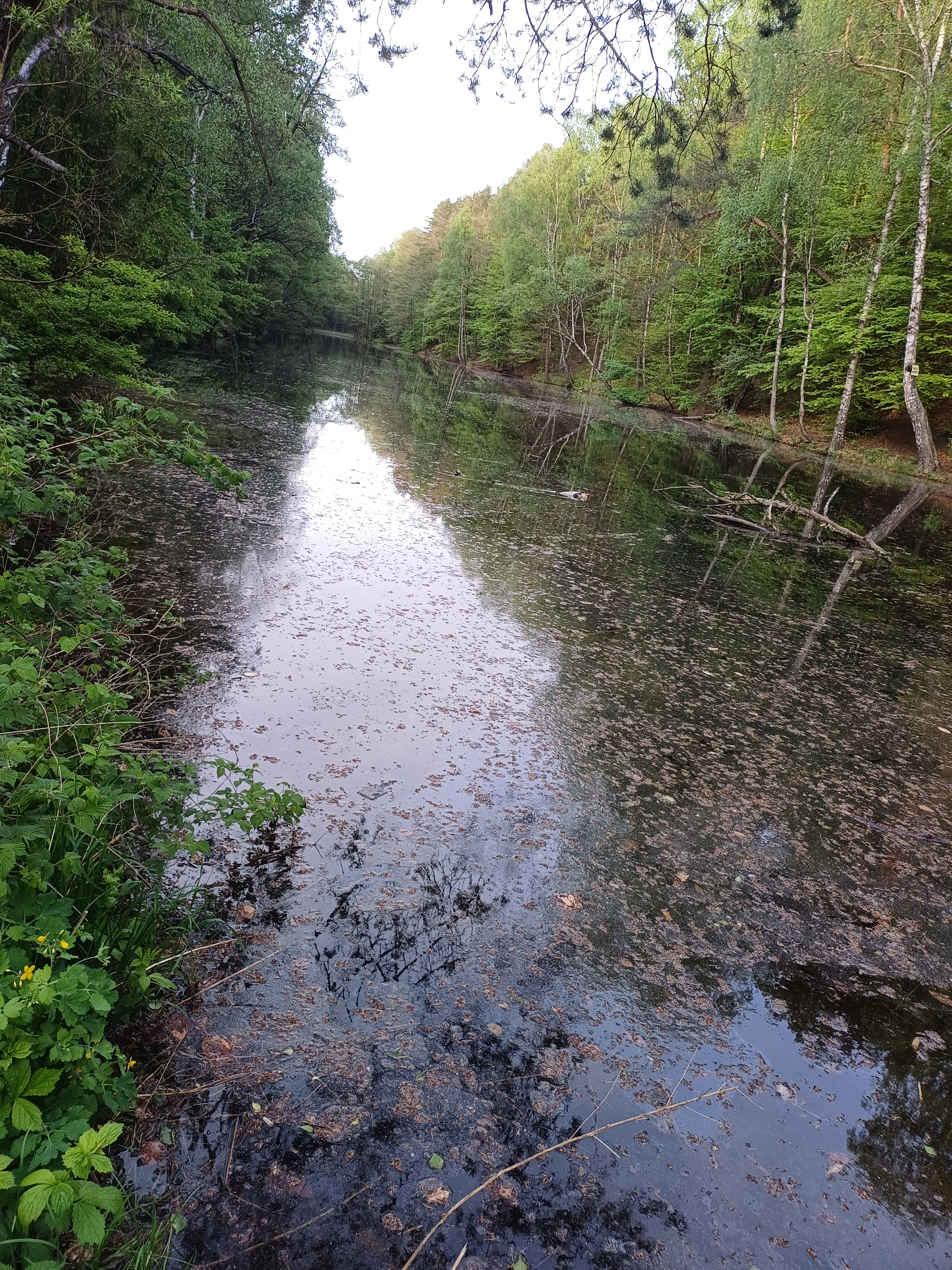
Centuria (rzeka)
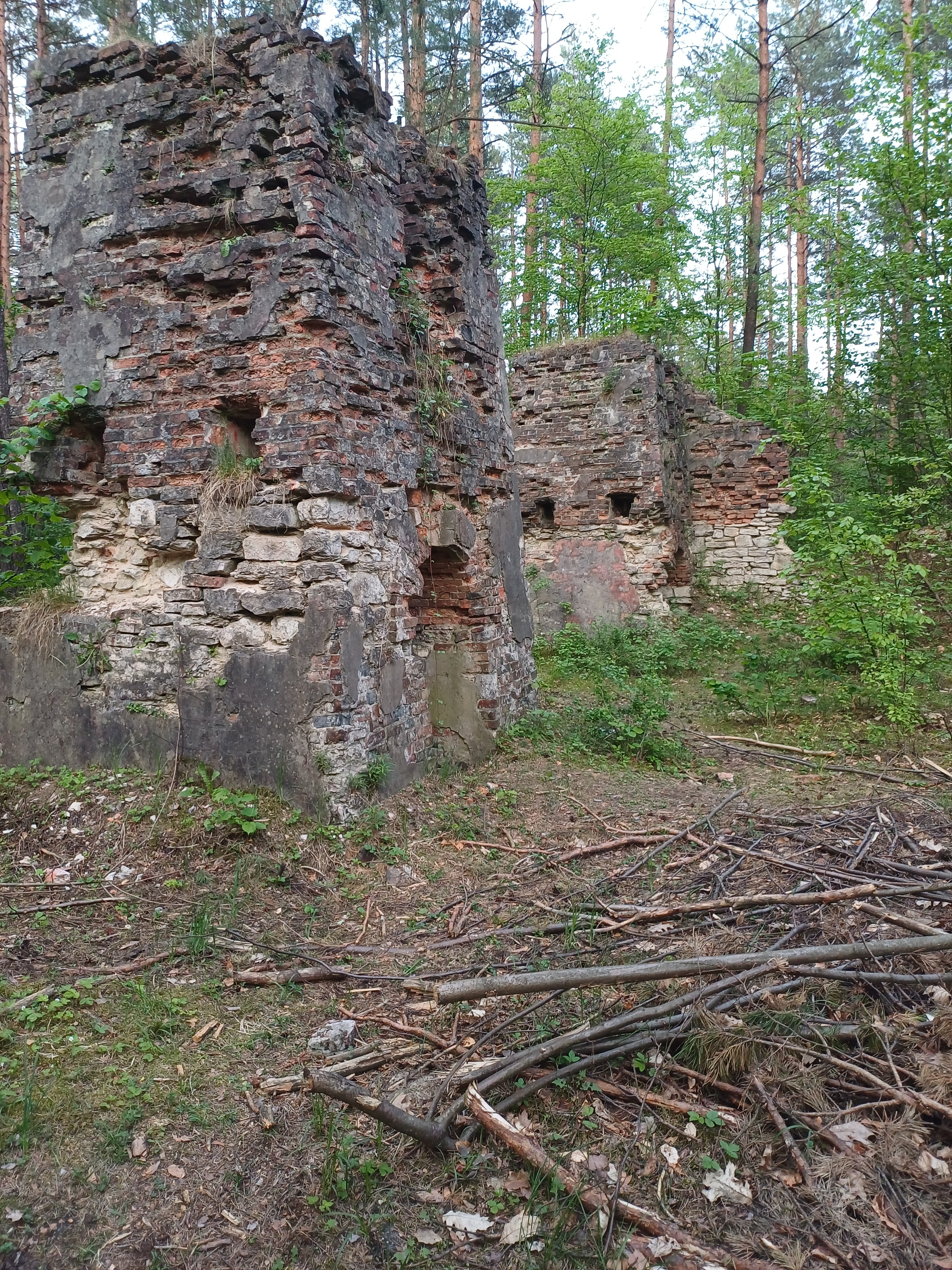
Ruiny Fabryki Prochu
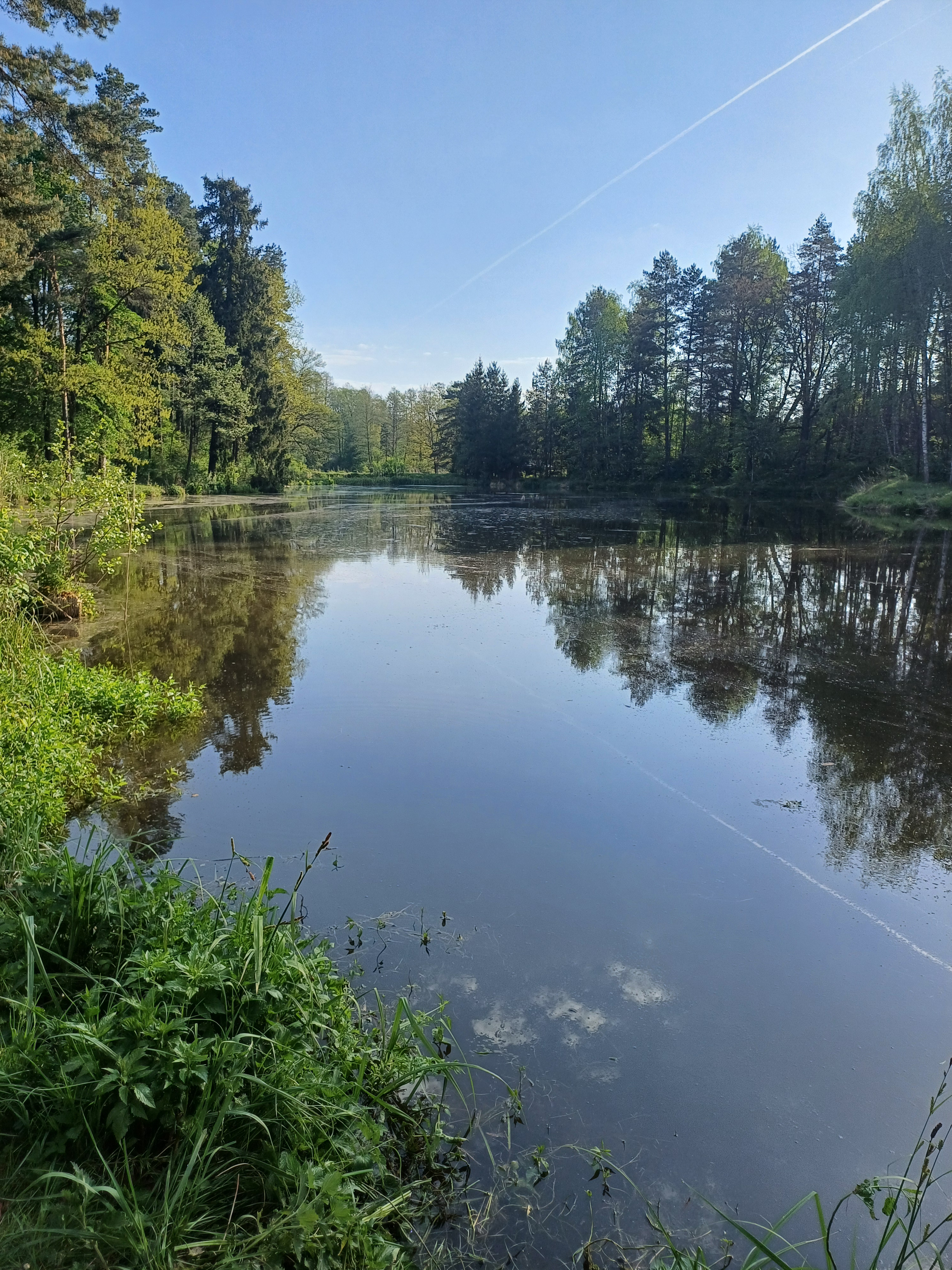
Stawy, Ogrodzieniec Józefów
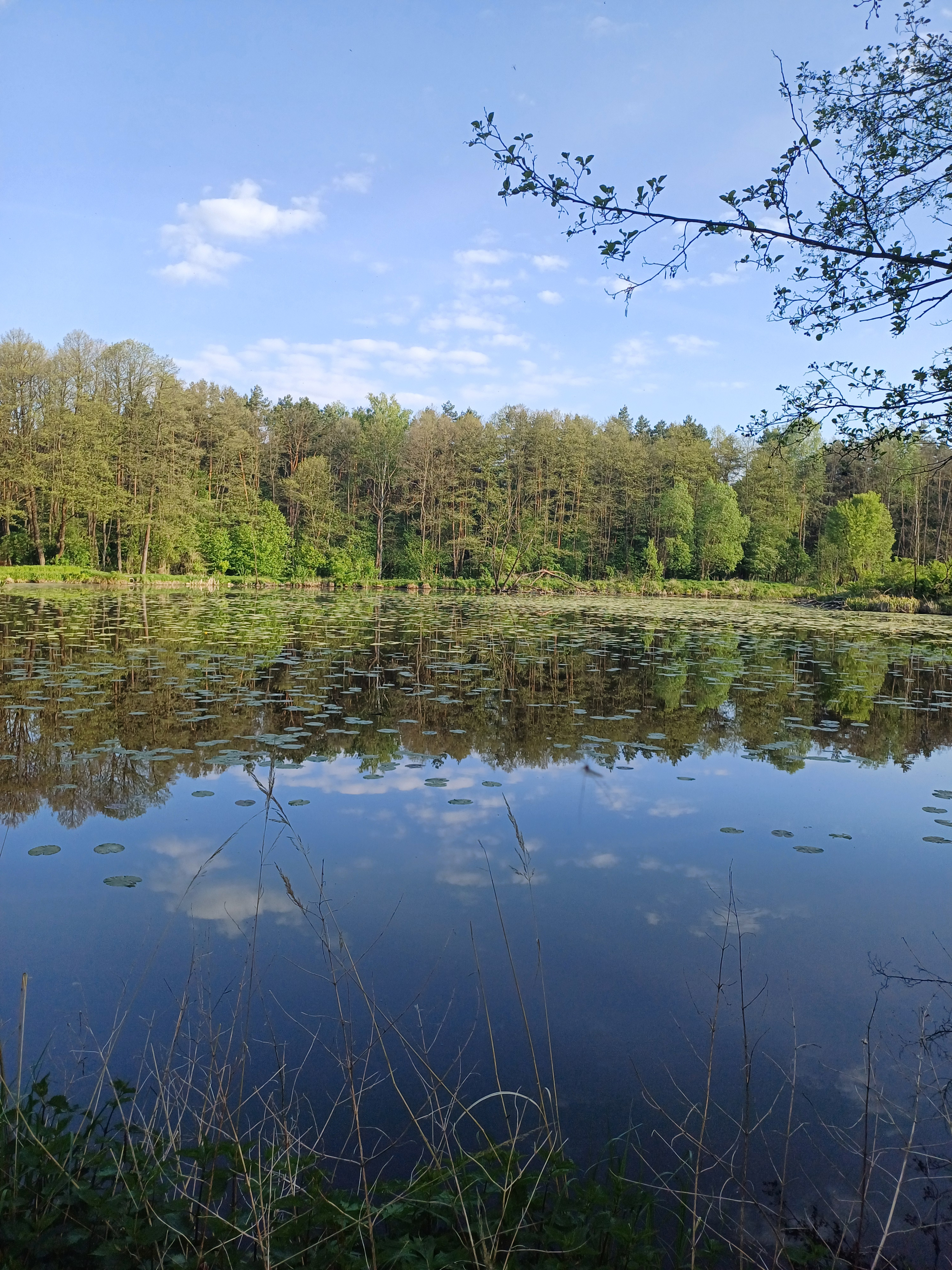
Ogrodzieniec, Józefów
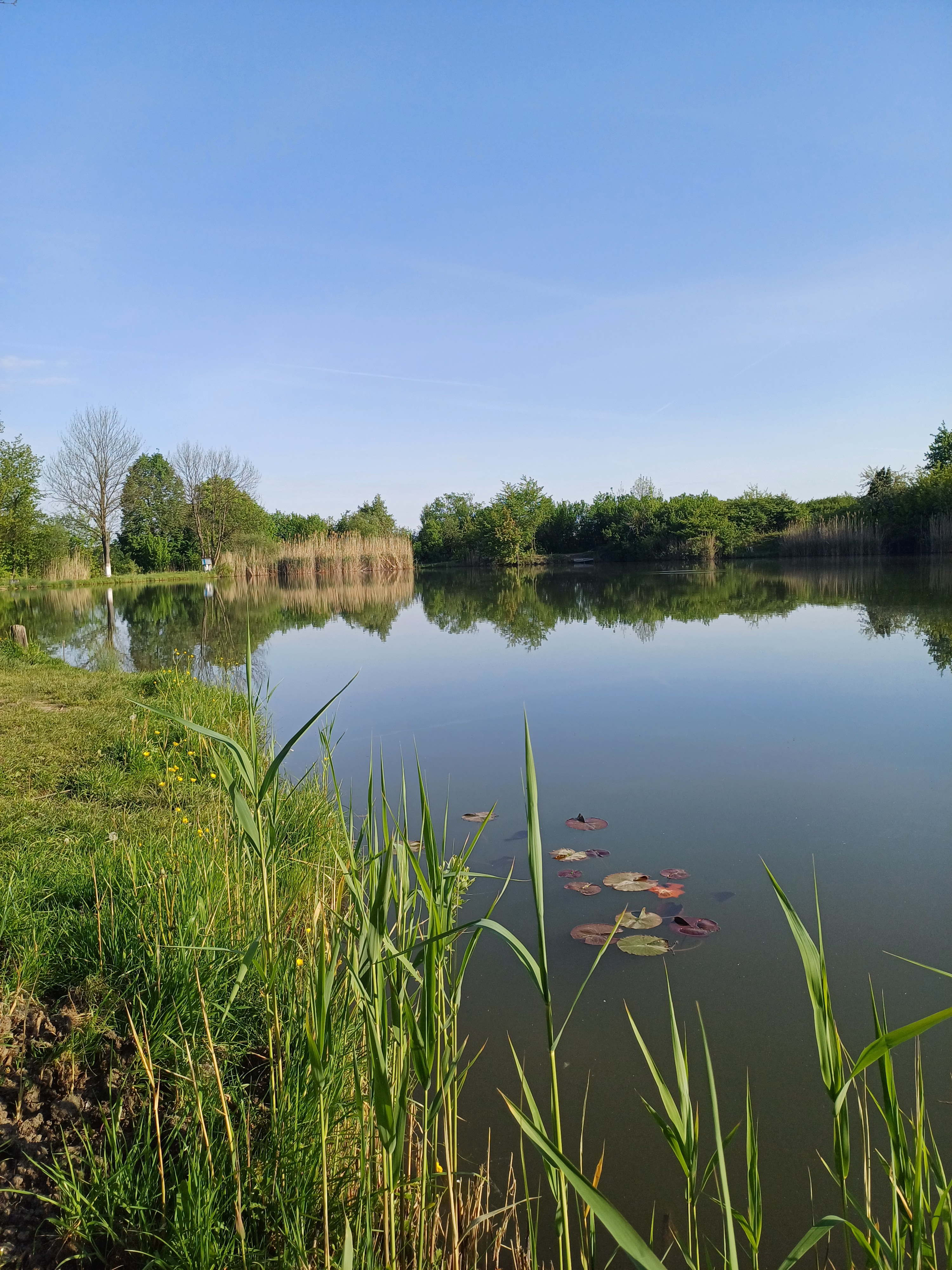
Ogrodzieniec, staw Os. E. Orzeszkowej
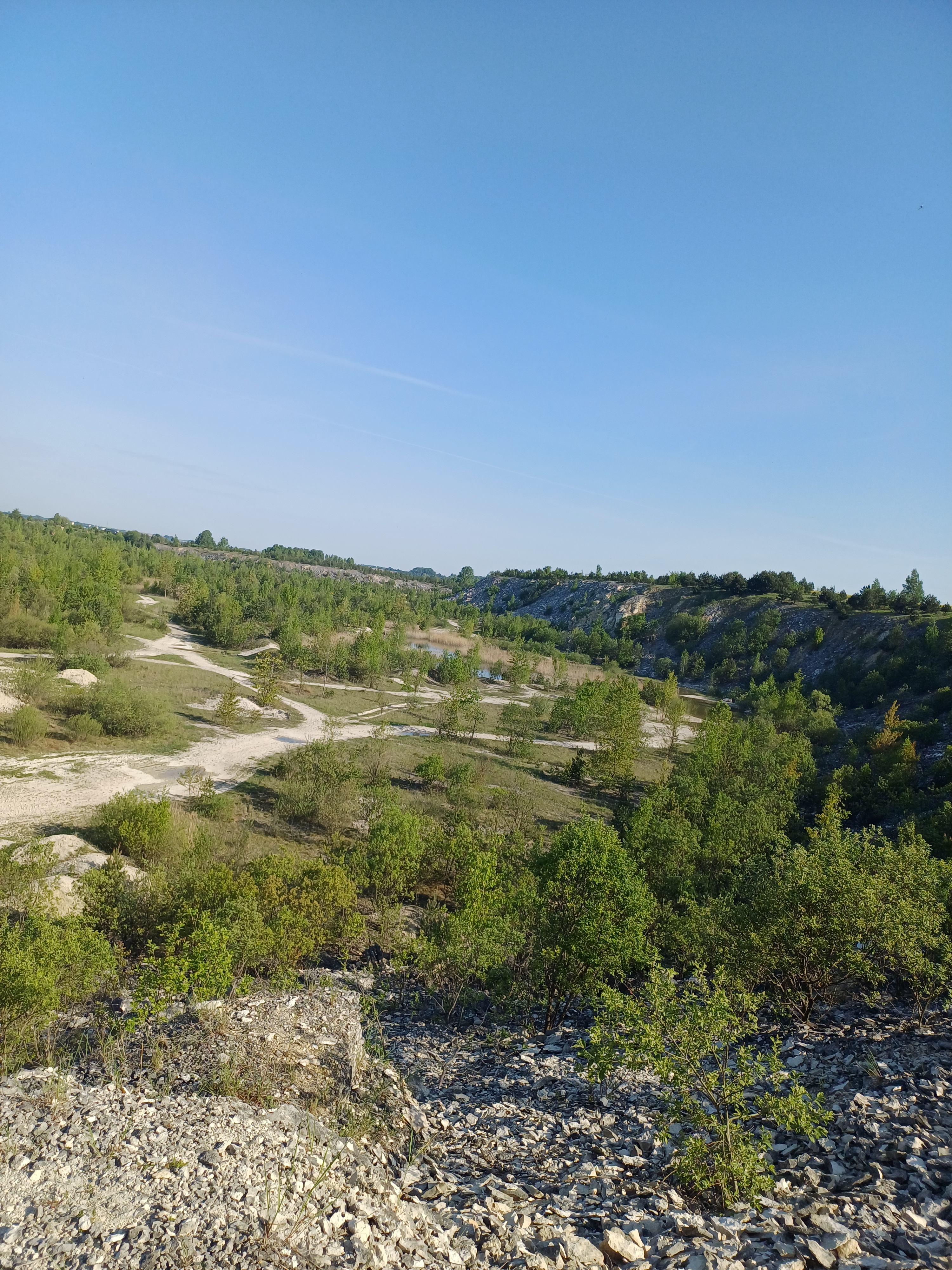
Kamieniołom Ogrodzieniec
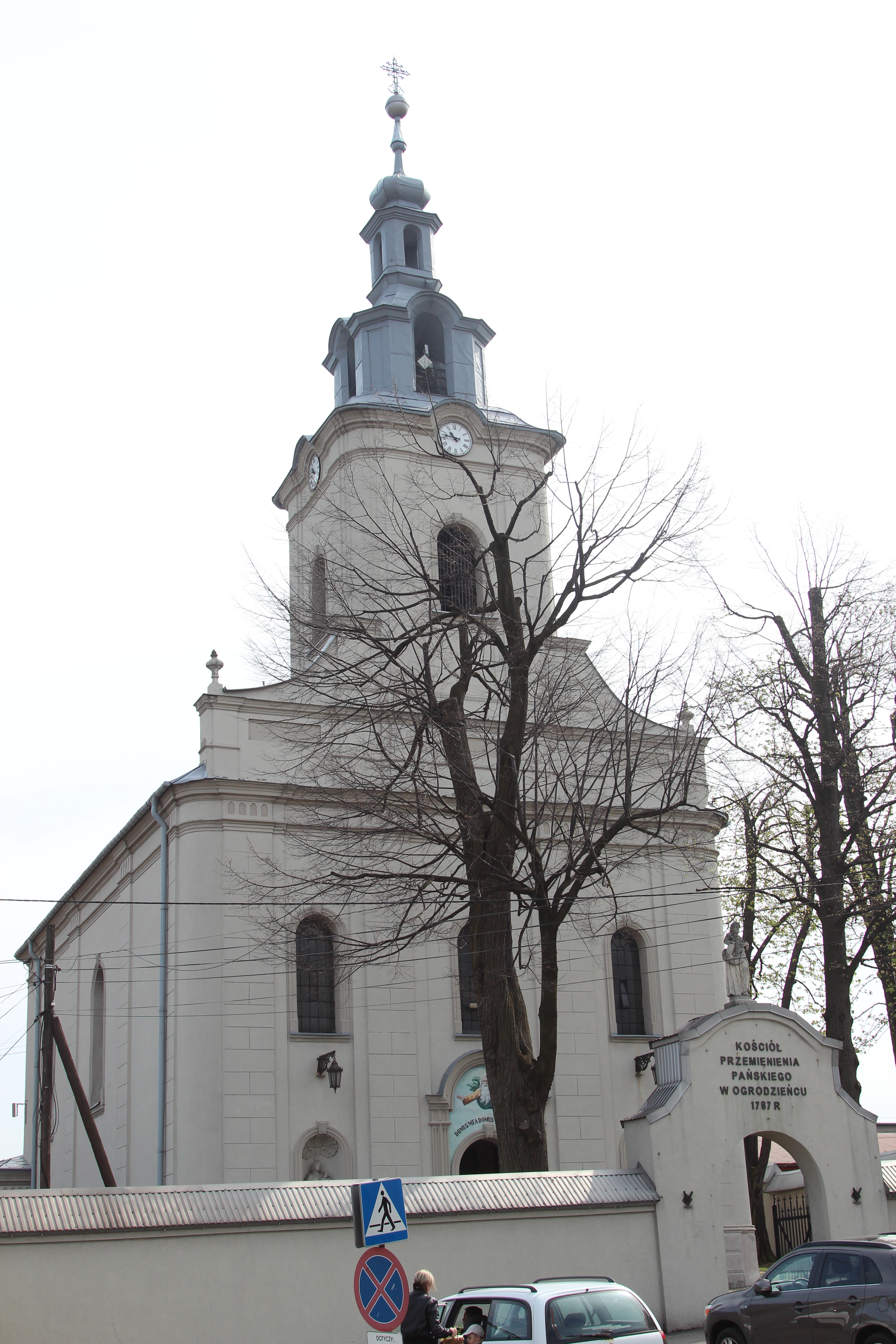
Kościół Przemienienia Pańskiego
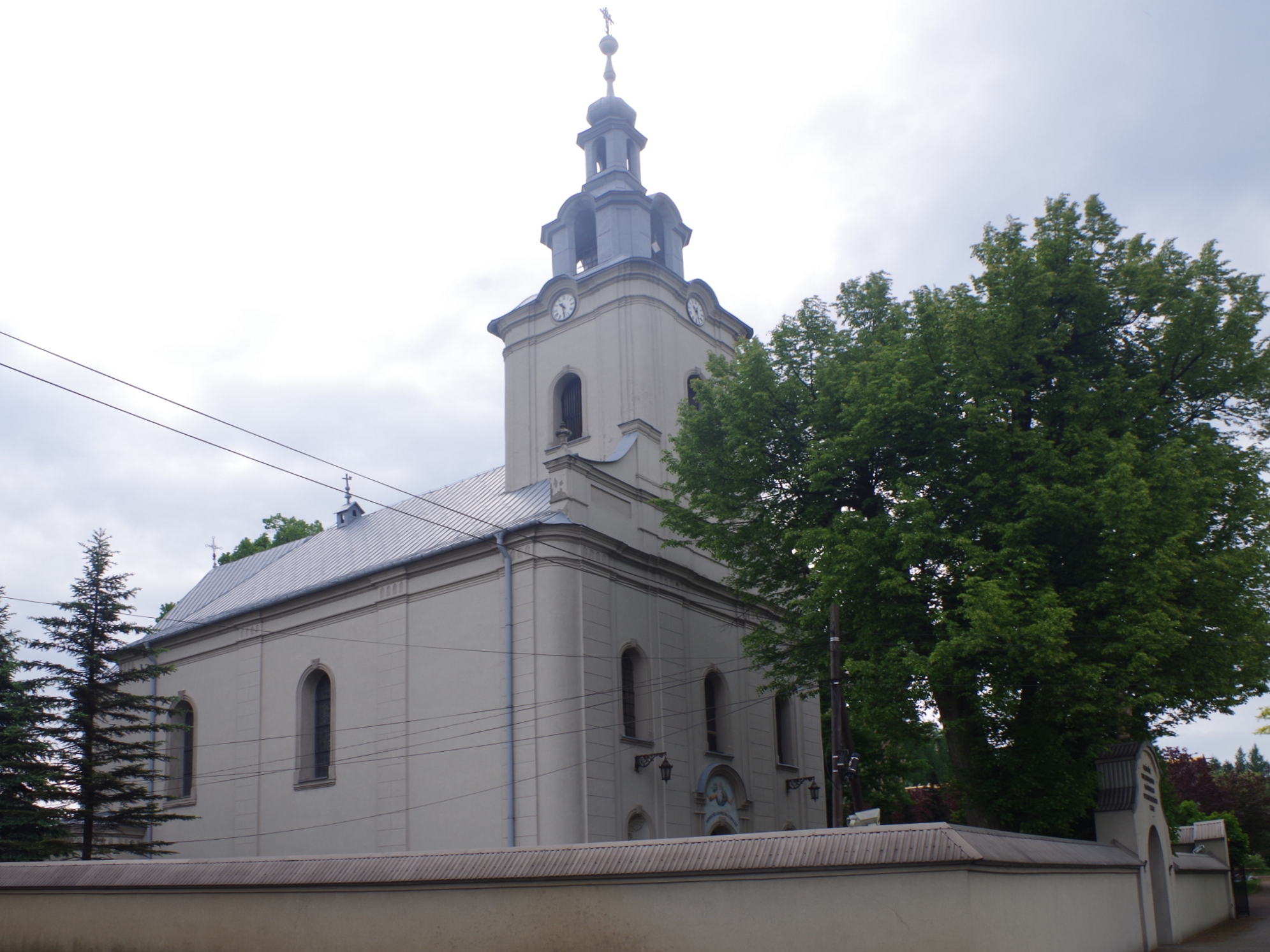
Kościół parafialny pw. Przemienienia Pańskiego

## Wspólnoty wyznaniowe
- Kościół rzymskokatolicki:
  - Parafia Przemienienia Pańskiego w Ogrodzieńcu

## Współpraca międzynarodowa
Miasta i gminy partnerskie:
- Bogács
- Spiskie Podgrodzie
- Melissano
- Groß-Bieberau
- Forbach[11]